# Bros Music
Bros Music é uma gravadora alemã, subdisiária da Sony BMG Music Entertainment. Alguns artistas da gravadora são: E-Rotic, Marya Roxx, Bad Boys Blue, Chris Norman e Virus Incorporation. Ela também já foi gravadora da banda Vanilla Ninja, nos anos de 2004 e 2005.